# Віброобробка свердловин
Віброобробка свердловин (рос. виброобработка скважин; англ. vibrotreatment of boreholes; нім. Vibrationsbehandlung f von Bohrlöchern n pl, Vibrostimulation f von Sonden f pl) — метод збільшення проникності гірських порід у привибійній зоні експлуатаційних і нагнітальних свердловин з допомогою гідравлічних вібраторів, який ґрунтується на ударній дії імпульсів тиску, ґенерованих у рідину, що заповнює стовбур свердловини або циркулює через насосно-компресорні труби і затрубний простір. Гідравлічний удар із миттєвим багаторазовим збільшенням тиску створюється під час перекриття клапана або золотника у вібраторі відповідного типу, встановленому на колоні насосно-компресорних труб (стаціонарно або тимчасово).
У результаті в пористому середовищі розкриваються природні або створюються нові тріщини, очищаються порові канали і тріщини. Частота генерованих імпульсів від 7–10 до 500 Гц, величина тиску при гідравлічних ударах від 25–30 до десятків МПа, оптимальна тривалість В.с. близько 1 год. В.с. проводиться як одноразово, так і періодично.
В.с., як правило, здійснюється з промиванням свердловини і наступним нагнітанням або відбиранням рідини, а також при безперервному нагнітанні рідини в продуктивний пласт (через вібратор). В.с. значно знижує тиск гідророзриву пласта.